# Hoech’ang
Hoech’ang (kor. 회창군, Hoech'ang-gun) – powiat w Korei Północnej, w prowincji P’yŏngan Południowy. W 2008 roku liczył 89 959 mieszkańców. Graniczy z powiatami Sŏngch’ŏn od północy, Sin’yang od północnego wschodu, Yŏnsan i Sinp’yŏng (obie w prowincji Hwanghae Północne) od południa i południowego wschodu, a także z administracyjnie należącym do stolicy kraju, Pjongjangu, powiatem Kangdong od zachodu.

## Historia
Przed wyzwoleniem Korei spod okupacji japońskiej tereny należące do powiatu wchodziły w skład powiatu Sŏngch’ŏn (konkretnie tworzyły miejscowości Sung'in, Kuryong, Rŭngjung i Taegok). W obecnej formie powstał w wyniku gruntownej reformy podziału administracyjnego w grudniu 1952 roku. W jego skład weszły wówczas tereny należące wcześniej do miejscowości Sung'in, Taegok, Rŭngjung, Kuryong (5 wsi – wszystkie miejscowości znajdowały się poprzednio w powiecie Sŏngch’ŏn) i Pongmyŏng (3 wsie – z powiatu Koksan).

## Podział administracyjny powiatu
W skład powiatu wchodzą następujące jednostki administracyjne:
| Nazwa jednostki administracyjnej | Rodzaj jednostki administracyjnej | Hangul       | Hancha       |
| -------------------------------- | --------------------------------- | ------------ | ------------ |
| Hoech'ang-ŭp                     | miasteczko                        | 회창읍       | 檜倉邑       |
| Hwajŏn-rodongjagu                | dzielnica robotnicza              | 화전로동자구 | 花田勞動者區 |
| Sinjak-rodongjagu                | dzielnica robotnicza              | 신작로동자구 | 新作勞動者區 |
| Paengnyŏng-rodongjagu            | dzielnica robotnicza              | 백령로동자구 | 白嶺勞動者區 |
| Sŏkhwang-rodongjagu              | dzielnica robotnicza              | 석황로동자구 | 石黃勞動者區 |
| Sinsŏng-ri                       | wieś                              | 신성리       | 新成里       |
| Tŏngnyŏn-ri                      | wieś                              | 덕련리       | 德連里       |
| Hoeun-ri                         | wieś                              | 회운리       | 回雲里       |
| Kaun-ri                          | wieś                              | 가운리       | 佳雲里       |
| Kuryong-ri                       | wieś                              | 구룡리       | 九龍里       |
| Taedŏk-ri                        | wieś                              | 대덕리       | 大德里       |
| Yangch'un-ri                     | wieś                              | 양춘리       | 陽春里       |
| Naedong-ri                       | wieś                              | 내동리       | 內洞里       |
| Chidong-ri                       | wieś                              | 지동리       | 芝洞里       |
| Taegok-ri                        | wieś                              | 대곡리       | 大谷里       |
| Mun'ŏ-ri                         | wieś                              | 문어리       | 文語里       |
| Sung'in-ri                       | wieś                              | 숭인리       | 崇仁里       |
| Taebong-ri                       | wieś                              | 대봉리       | 大峰里       |
| Songdong-ri                      | wieś                              | 송동리       | 松洞里       |
| Chŏngsan-ri                      | wieś                              | 정산리       | 井山里       |
| T’aek’in-ri                      | wieś                              | 택인리       | 擇仁里       |